# NK Aluminij
Nogometni klub Aluminij (tiếng Việt: Câu lạc bộ bóng đá Aluminij), thường hay gọi NK Aluminij hay đơn giản Aluminij, là một câu lạc bộ bóng đá Slovenia đến từ Kidričevo, thi đấu ở Giải bóng đá vô địch quốc gia Slovenia. Câu lạc bộ được thành lập năm 1946.

## Đội hình hiện tại
Tính đến ngày 5 tháng 3 năm 2020

Ghi chú: Quốc kỳ chỉ đội tuyển quốc gia được xác định rõ trong điều lệ tư cách FIFA. Các cầu thủ có thể giữ hơn một quốc tịch ngoài FIFA.
| Số | VT | Quốc gia             | Cầu thủ             |
| -- | -- | -------------------- | ------------------- |
| 4  | HV | Slovenia             | Ivan Kontek         |
| 6  | TV | Slovenia             | Dejan Petrovič      |
| 7  | TV | Slovenia             | Tilen Pecnik        |
| 8  | TV | Slovenia             | Nik Marinšek        |
| 9  | TĐ | Slovenia             | Jure Matjašič       |
| 10 | TV | Slovenia             | Matic Vrbanec       |
| 11 | TV | Bosna và Hercegovina | Nikola Leko         |
| 14 | TV | Cộng hòa Séc         | Marcel Čermák       |
| 16 | TĐ | Slovenia             | David Flakus Bosilj |
| 21 | TĐ | Slovenia             | Aljaž Ploj          |
| 22 | TM | Slovenia             | Luka Janžekovič     |

| Số | VT | Quốc gia   | Cầu thủ                            |
| -- | -- | ---------- | ---------------------------------- |
| 23 | TV | Slovenia   | Lucas Mario Horvat                 |
| 24 | TV | Serbia     | Miloš Šaka                         |
| 25 | TM | Croatia    | Matija Kovačić                     |
| 26 | HV | Croatia    | Stipe Vrdoljak                     |
| 32 | TĐ | Croatia    | Ante Živković                      |
| 37 | TĐ | Slovenia   | Luka Stor (mượn từ Dynamo Dresden) |
| 42 | HV | Croatia    | Renato Pantalon                    |
| 66 | HV | Montenegro | Ilija Martinović                   |
| 97 | TV | Croatia    | Mihael Klepač                      |
| 99 | HV | Slovenia   | Alen Krajnc                        |

## Danh hiệu

### Nam Tư
- Giải Cộng hòa Slovenia: 1

1965–66
- Cúp Cộng hòa Slovenia: 1

1965

### Slovenia
- Giải bóng đá hạng nhì quốc gia Slovenia: 2

2010–11, 2011–12
- Giải bóng đá hạng ba quốc gia Slovenia: 1

1996–97
- MNZ Ptuj Cup: 11[a]

1991–92, 1993, 1994–95, 1999–2000, 2000–01, 2001–02, 2002–03, 2004–05, 2008–09, 2009–10, 2013–14
1. ↑  Incomplete; data for 1993–94 and 1996–97 is missing.

## Kết quả giải quốc nội và cúp
| Mùa giải  | Giải đấu    | Thứ hạng    | Đ   | St  | T  | H  | B  | BT  | BB  | Cúp         |
| --------- | ----------- | ----------- | --- | --- | -- | -- | -- | --- | --- | ----------- |
| 1991–92   | 1. MNZ Ptuj | 2           | 36  | 22  | 15 | 6  | 1  | 65  | 26  | Tứ kết      |
| 1992–93   | 3. SNL Đông | 12          | 22  | 26  | 8  | 6  | 12 | 35  | 41  | x           |
| 1993–94   | 3. SNL Đông | 2           | 34  | 26  | 14 | 6  | 6  | 59  | 35  | Vòng một    |
| 1994–95   | 3. SNL Đông | 3           | 33  | 23  | 15 | 3  | 5  | 54  | 30  | Vòng 16 đội |
| 1995–96   | 3. SNL Đông | 4           | 37  | 26  | 10 | 7  | 9  | 41  | 36  | Vòng 16 đội |
| 1996–97   | 3. SNL Đông | 1           | 62  | 26  | 19 | 5  | 2  | 67  | 18  | Tứ kết      |
| 1997–98   | 2. SNL      | 13          | 31  | 30  | 8  | 7  | 15 | 34  | 50  | Vòng một    |
| 1998–99   | 2. SNL      | 6           | 51  | 30  | 14 | 9  | 7  | 57  | 42  | Vòng 16 đội |
| 1999–2000 | 2. SNL      | 4           | 55  | 30  | 16 | 7  | 7  | 62  | 32  | Vòng một    |
| 2000–01   | 2. SNL      | 3           | 60  | 29  | 18 | 6  | 5  | 62  | 29  | Vòng 16 đội |
| 2001–02   | 2. SNL      | 3           | 71  | 30  | 22 | 5  | 3  | 73  | 22  | Runners-up  |
| 2002–03   | 2. SNL      | 3           | 57  | 30  | 17 | 6  | 7  | 67  | 37  | Tứ kết      |
| 2003–04   | 2. SNL      | 5           | 50  | 32  | 14 | 8  | 10 | 50  | 39  | Vòng một    |
| 2004–05   | 2. SNL      | 7           | 47  | 33  | 14 | 5  | 14 | 68  | 51  | Vòng 16 đội |
| 2005–06   | 2. SNL      | 4           | 43  | 27  | 12 | 7  | 8  | 37  | 24  | Vòng 16 đội |
| 2006–07   | 2. SNL      | 6           | 37  | 27  | 10 | 7  | 10 | 29  | 29  | x           |
| 2007–08   | 2. SNL      | 4           | 41  | 27  | 12 | 5  | 10 | 39  | 30  | x           |
| 2008–09   | 2. SNL      | 2           | 49  | 27  | 15 | 4  | 7  | 65  | 40  | Vòng hai    |
| 2009–10   | 2. SNL      | 3           | 46  | 27  | 14 | 4  | 9  | 67  | 34  | Vòng một    |
| 2010–11   | 2. SNL      | 1           | 48  | 27  | 13 | 9  | 5  | 54  | 22  | Vòng 16 đội |
| 2011–12   | 2. SNL      | 1           | 68  | 27  | 21 | 5  | 1  | 54  | 12  | x           |
| 2012–13   | 1. SNL      | 10          | 30  | 36  | 7  | 9  | 20 | 36  | 67  | Bán kết     |
| 2013–14   | 2. SNL      | 3           | 47  | 27  | 13 | 8  | 6  | 45  | 23  | Tứ kết      |
| 2014–15   | 2. SNL      | 2           | 50  | 27  | 15 | 5  | 7  | 49  | 21  | Vòng một    |
| 2015–16   | 2. SNL      | 2           | 50  | 27  | 14 | 8  | 5  | 61  | 29  | x           |
| 2016–17   | 1. SNL      | 9           | 38  | 36  | 9  | 11 | 16 | 38  | 52  | Tứ kết      |
| 2017–18   | 1. SNL      | 8           | 33  | 36  | 8  | 9  | 19 | 40  | 63  | Á quân      |
| 2018–19   | 1. SNL      | 6           | 48  | 36  | 14 | 6  | 16 | 50  | 53  | Bán kết     |
| Tổng cộng | 1. SNL      | 0 Danh hiệu | 149 | 144 | 38 | 35 | 71 | 164 | 235 | 0 Cúp       |

*Kết quả tốt nhất được nhấn mạnh.
*x = Không đi tiếp